# Inochi
Inochi (命, letteralmente "vita") è un film del 2002 diretto da Tetsuo Shinohara.
Pellicola interpretata, fra gli altri, da Makiko Esumi e Etsushi Toyokawa, basata sull'omonimo libro di memorie della scrittrice nippo-coreana Miri Yū.

## Trama
Miri Yū è una scrittrice appena resa incinta dal suo amante sposato. Quando decide di tenere il bambino anche senza l'aiuto paterno, il suo ex fidanzato Yutaka, affetto da un cancro, decide di aiutare a crescerlo, pregando di "vivere abbastanza a lungo per sentirlo pronunciare il mio nome".